# Museu Nacional de Arqueologia
Het Museu Nacional de Arqueologia is het grootste archeologische museum in Portugal en een van de belangrijkste musea gewijd aan oude kunst in het land. Gelegen in Lissabon, werd het museum opgericht in 1893 op initiatief van de archeoloog José Leite de Vasconcelos. Het museum bevindt zich in de westelijke vleugel van het Mosteiro dos Jerónimos in de freguesia  Belém. In 1906 werd het museum officieel geopend. 

## Collectie
Het archief van het museum bestaat onder andere uit de oorspronkelijke collectie van architect José Leite de Vasconcelos, stukken die zijn geschonken aan de staat, overgenomen van andere musea en items die het resultaat zijn van archeologische verkenningen door het museum en haar medewerkers. In het archief zijn stukken van meer dan 3.200 verschillende  archeologische sites te bewonderen.

### Hoofdcollectie
De belangrijkste collectie in het museum bestaat voornamelijk uit oude sieraden die worden bewaard in de schatkamer, het is een van de belangrijkste collecties in zijn soort op het Iberisch Schiereiland. Daarnaast bestaat de collectie uit  epigrafieën, waarvan de collectie uit het heiligdom van S. Miguel da Mota van bijzonder belang is, evenals de Romeinse mozaïeken, die enkele nationale schatten van Portugal bevatten.

### Metalen artefacten
De metaalwerk-collectie van het museum is representatief voor de minerale en  metallurgische geschiedenis van het schiereiland, waaronder gereedschappen gemaakt in  koper uit het chalcolithicum. Ook bevinden zich in deze collectie de oudste ijzeren werktuigen die in Portugal zijn gevonden in graven die dateren uit de eerste ijzertijd (7e-6e eeuw voor Christus). Bijzonder is ook een groep artefacten genaamd de Atlantische bronzen en de landbouwwerktuigen uit de  Romeinse tijd.

### Sculptuur
Het museum bevat de grootste collectie klassieke beeldhouwkunst in Portugal. Bijzondere stukken zijn een beeld van  Apollo en de  sarcofagen van Tróia en Castanheira do Ribatejo. Opvallend is een collectie gebeeldhouwd in marmer, welke grotendeels vernield is, dit zou het gevolg zijn van de beeldenstorm uitgevoerd door vroegchristelijke gemeenschappen. 
Kenmerkend voor de Keltische periode in Noordoost-Portugal zijn de granieten beelden die prinsen en adellijke personen vertegenwoordigen. Zij bewaken de ingang van het museum. 

### Romeinse mozaïeken
Binnen deze collectie zijn de belangrijkste items mozaïeken van verschillende  Romeinse villa's. De meest voorkomende thema's in deze mozaïeken komen uit de klassieke mythologie: de reis van Odysseus,  Orpheus en het werk van  Hercules. De mozaïeken dateren voornamelijk uit de 3e eeuw voor Christus.

### Gouden sieraden
Deze collectie bevat meer dan 1.000 gouden sieraden uit de Prehistorie tot de Oudheid. De collectie is lange tijd weg gehouden van het publiek, maar is nu voor iedereen toegankelijk.

### Epigrafie
José Leite de Vasconcelos was een bekende epigraaf, mede hierdoor heeft het museum een van de beste nationale collecties van epigrafie. De werken worden gekenmerkt door drie motieven: begrafenis,  votief en eretitels. De collectie is voornamelijk afkomstig uit de Latijnse- en belangrijke vroegchristelijke epigrafie.

### Medailles en munten
Het museum heeft een kleine collectie medailles, de munten zijn voornamelijk afkomstig uit de Romeinse periode van Portugal. Er zijn meer dan 30.000  Romeinse munten te vinden in de archieven van het museum, waaronder enkele van de eerste munten die in  Lusitania werden gebruikt. 

### Organische materialen
Om organische materialen goed te kunnen conserveren heeft het museum speciale opslagfaciliteiten ontwikkeld, waar deze materialen in een gecontroleerde omgeving konden worden opgeslagen. In deze opslagplaats bevinden zich onder andere houten ladders, touwen uit Romeinse mijnen, gemummificeerde resten en voorwerpen gemaakt van leer uit de Egyptische collectie.

### Oud Egypte
De collectie kunst uit het Oude Egypte bevat meer dan 500 voorwerpen, waarvan er ongeveer 300 te zien zijn voor het publiek. Het grootste deel van de collectie werd gekocht door José Leite de Vasconcelos tijdens zijn bezoek aan Egypte, later werden de collecties van koningin Marie Amélie van Orléans en van de familie Palmela toegevoegd. Ondanks zijn relatief kleine omvang, bestrijkt deze collectie de geschiedenis van Egypte, van de pre-dynastie tot de Koptische tijdperken.

### Grieks-Romeinse wereld
Het museum bevat een diversiteit aan voorwerpen afkomstig uit de Grieks-Romeinse wereld in uit de Archaïsche periode en de Klassieke oudheid. In deze collectie bevinden zich onder andere items die door José Leite de Vasconcelos in Griekenland zijn verzameld en voorwerpen gekocht op veilingen, waaronder een oud Panathenaeïsche amfora afkomstig uit Pompeï of  Herculaneum.

### Etnografie
Etnografie stond centraal bij de oorspronkelijke oprichting van het museum. José Leite de Vasconcelos reisde door talloze landen en regio's om artefacten te verzamelen die nu de kern vormen van het museum. 

### Amforen
De collectie amforen is een belangrijk overblijfsel van de sociaaleconomische relaties tussen de provincie Lusitania en de economische epicentra van het Romeinse Rijk. 